# Mâtâ Sâhéb Kaur
Mâtâ Sâhéb Kaur ou Mâtâ Sâhéb Divânne (1681-1747) est la "troisième femme" de Guru Gobind Singh. Cependant, n'ayant pas été réellement mariée, son statut n'est pas celui de la véritable femme du guru. Elle est aussi considérée comme la mère du Khalsa.

## Généralités
Elle est née le 1er novembre 1681, dans un village appelé Rohtas, aujourd'hui au Pakistan. Sa mère s'appelle Mata Jasdevi Ji et  son père Bhai Rama Ji. Son nom de naissance est Sahib Devan, qui deviendra après avoir pris le amrit, Mata Sahib Kaur.

## La femme du guru
Mata Sahib Kaur est née dans une famille de très fervent sikh. Son père et d'autre dévots sikhs du village, souhaitaient la marier avec Guru Gobind Singh ji lui-même. Une fois Sahib Devan en âge de se marier, une délégation arriva à Anandpur Sahib pour demander au guru de l'accepter comme sa jeune épouse. Cependant, guru ji était déjà marié à Mata Jito Ji, ainsi qu‘à Mata Sundari Ji. Mais bhai Rama ji, père de Sahib Devan, donna son serment de ne marier sa fille à aucun autre homme.
Considérant la situation, guru Gobind Singh ji, accorda à mata Sahib Kaur le droit de vivre dans sa demeure, et ainsi de pouvoir servir la famille du guru. Toutefois, Guru ji refusa tout rapport physique ; tout en lui promettant de devenir la mère de milliers d'enfants. Guru Gobind Singh a fait d'elle la "mère du Khalsa". Depuis Vaisakhi (14 avril 1699), tout sikh ayant pris l'Amrit Sanskar doit considérer Guru Gobind Singh ji comme son père, et Mata Sahib comme sa mère spirituelle.